# Little Queen (canção)
"Little Queen" é uma canção da banda americana de rock Heart. Foi o segundo single lançado para o segundo álbum da banda, também chamado de Little Queen, de 1977. A música é um rock and roll midtempo similar ao estilo de "Magic Man", porém mais suave em comparação com "Barracuda".
Embora seja uma das canções favoritas dos fãs de Heart, ela não foi tão bem nas paradas musicais como os singles anteriormente lançados pela banda, alcançando apenas a posição 62 na Billboard Hot 100.